# 루아얄 위니옹 생질루아즈
루아얄 위니옹 생질루아즈(Royale Union Saint-Gilloise)는 위니옹 SG(Union SG)로 불리기도 하며 벨기에 브뤼셀 수도권 지역의 생질에 기반을 둔 축구 클럽이다. 경기장은 인근 포레에 위치한 '스타드 조제프 마리앵'이다.
위니옹 SG는 과거 벨기에 축구 역사에서 가장 성공적인 클럽 중 하나였지만 불과 2010년대 초반까지 아마추어 리그에 참가하였다. 1904년부터 1935년까지 벨기에 1부 리그에서 11회 우승하며 2차 세계대전 전까지 벨기에의 대표 클럽이었다.
팀의 상징색은 파란색과 노란색이며, 전통적으로 브뤼셀의 플람스어와 프랑스어권 주민들에게 인기가 있다.
2020-21 시즌 프록시무스 리그를 우승하며 58년만에 1부 리그로 승격하였다. 승격 첫 해에는 곧바로 정규 시즌을 1위로 마쳤다. 하지만 플레이오프에서 2위로 밀리며 준우승에 머물렀으나 UEFA 챔피언스리그 3차 예선 진출권을 따내면서 58년만에 유럽대항전에 진출하였다.

## 역사
위니옹 SG는 1897년에 창단되었다. 1904년부터 1935년까지 11차례 벨기에 리그 정상에 올랐을 정도로 제2차 세계 대전 이전까지 벨기에 축구의 강호로 여겨졌다. 1933년부터 1935년까지 60경기 연속 무패 기록을 세웠으며 이 기록은 벨기에에서 가장 많은 무패 기록으로 남아 있다. 또한 1900년대 초, 공식적으로 UEFA 대회가 조직되기 전에 가장 처음으로 열린 유럽 대항전에서 최정점의 팀이었다.
1958년부터 1965년까지는 유럽에서도 성공적인 클럽이었는데 인터시티스 페어스컵 1958-60년 대회에 참가해서 AS 로마를 꺾으며 준결승까지 진출했다. 하지만 1963년 2부 리그로 강등 당했고 1980년에는 벨기에 최하위 리그로 강등 당하고 만다.
2015년에 프록시무스 리그로 승격하며 다시 프로 리그로 복귀하였다.
2018년 5월 21일, 프리미어리그 브라이튼의 토니 블롬 회장이 최대 주주가 되면서 구단을 인수했다. 그리고 토니 블룸의 공동 투자자인 알렉스 무치오가 위니옹 생질루아즈의 회장으로 취임하게 된다.
2021년 3월 13일에 지역 라이벌인 RWDM과의 경기에서 승리하며 프록시무스 리그 우승을 확정했고, 1963년 강등 후 58년만에 1부 리그로 복귀하였다.

## 서포터와 라이벌
위니옹은 브뤼셀시, 특히 브뤼셀 남부지역을 중심으로 한 서포터들이 대다수를 차지한다. 그들의 강성 서포터는 위니옹 브호이즈(Union Bhoys)로 알려져 있으며 모두 홈구장의 Tribune Est 구역 좌석에서 응원을 한다. 그들은 RFC 리에주, 세르클러 브뤼허의 서포터들과 친교를 맺고 있다.
위니옹은 오래된 라이벌인 로열 데어링 클루브 몰렌베이크의 후계인 RWDM과 즈반저 더비(Zwanze Derby)로 알려져 있는 브뤼셀 더비를 가지고 있다. 서로 애증의 관계에 있다고 말하는 두 팀은 모두 2000년대 들어 재정난으로 인해 구단이 큰 어려움에 처한 경험이 있기 때문에 경기중에는 서로 우호적으로 응원하고 있다.
위니옹은 RWDM과 더불어 이웃팀인 안데를레흐트와 함께 세 팀이 서로 라이벌 관계에 있다. 현대에 이르러 RWDM47보다 안데를레흐트와 경기수가 적었고 1979년 이후로 경기를 가질 기회가 없다가 2008년에 처음으로 벨기에 컵으로 만났다. 안데를레흐트의 홈구장인 로토 파크에서 열린 이 경기에서 위니옹이 안데를레흐트에게 0:3으로 패배했다.

## 역대 성적

### 국내 대회
- 벨기에 1부 리그
  - 우승 (11회): 1903-04, 1904–05, 1905–06, 1906–07, 1908–09, 1909–10, 1912–13, 1922–23, 1932–33, 1933–34, 1934–35
  - 준우승 (8회): 1902-03, 1907–08, 1911–12, 1913–14, 1919–20, 1920–21, 1921–22, 1923–24

- 벨기에 2부 리그
  - 우승 (2회): 1963-64, 2020-21
  - 준우승 (1회): 1967-68

- 벨기에 3부 A 리그
  - 우승 (2회): 1975-76, 1983–84

- 벨기에 3부 B 리그
  - 우승 (1회): 2003-04

- 벨기에 컵
  - 우승 (3회): 1912-13, 1913–14, 2023/24

### 유럽 대항전
- 쿠프 폰토즈: 우승 3회 (1905, 1906, 1907), 준우승 1회 (1904)
- 쿠프 뒤퓌시: 우승 1회 (1914)

## 선수 명단

### 현역
참고: FIFA 자격 규정에 따라 소속된 국가대표팀 국기를 표시합니다. 선수는 복수의 FIFA 비회원국 국적을 가지고 있을 수 있습니다.
| 번호 | 포지션 | 국적 | 이름      |
| ---- | ------ | ---- | --------- |
| 20   | FW     |      | 마크 기거 |

| 번호 | 포지션 | 국적 | 이름          |
| ---- | ------ | ---- | ------------- |
| 49   | GK     |      | 안토니 모리스 |

## 역대 감독
| 감독                      | 임기        |
| ------------------------- | ----------- |
| 윌리엄 에이켄             | 1947 ~ 1948 |
| 기 티                     | 1969 ~ 1973 |
| 알렉상드르 체르니아틴스키 | 2006 ~ 2007 |
| 토마스 크리스티안센       | 2019 ~ 2020 |